# FrontPage Magazine
FrontPage Magazine è un sito web statunitense, fondato e diretto da David Horowitz.
Il sito, che pubblica sia articoli propri sia ripresi da altre testate, ha un taglio politico fortemente di destra.

## Firme
- Bruce Bawer
- Ann Coulter
- Raymond Ibrahim
- Giulio Meotti
- Robert Spencer
- Bruce Thornton